# Akhpradzor
Akhpradzor (en arménien Ախպրաձոր ; jusqu'en 1978 Verin Zaghalu) est une communauté rurale du marz de Gegharkunik, en Arménie. Elle compte 371 habitants en 2008.